# 烏山寺町

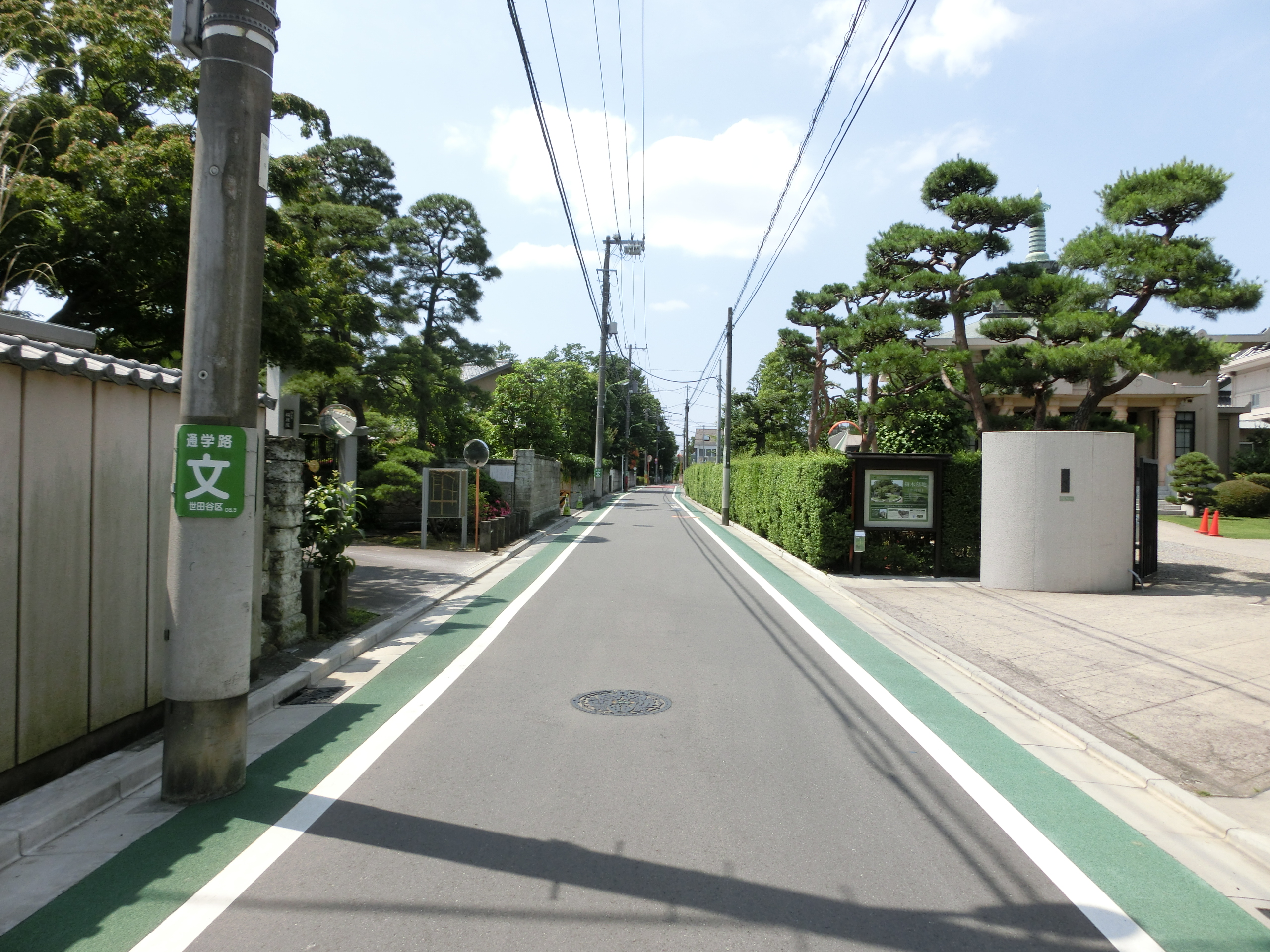
烏山寺町のメインストリート・寺院通り（2020年）

烏山寺町（からすやまてらまち）は、東京都世田谷区北烏山二丁目、四丁目〜六丁目にかけて26の仏教寺院が立ち並ぶ地域の通称である。
寺町の成立は関東大震災後の1923年（大正12年）に浅草、築地、本所、荒川などにあった寺院が集団で移転してきたのが直接的な契機とされるが、関東大震災の前から計画されていた東京の都市基盤の整備とも密接に関わっている。寺院の建築と緑豊かな環境が調和した烏山寺町の一帯は「世田谷の小京都」などと呼ばれ、1984年（昭和59年）には「せたがや百景」に選定された。1975年（昭和50年）には、「烏山寺町の環境を守る会」が結成され、「烏山寺町環境協定」が締結されている。

## 歴史

### 背景
京王線の千歳烏山駅から北をめざして歩くと、15分ほどで烏山寺町に行き当たる。最初に目に入るのは、中央自動車道をくぐる手前の妙高寺である。烏山寺町のメインストリートにあたる寺院通り沿いや松葉通り、通りから入る脇道などに仏教寺院が立ち並び、寺町の一番北にある高源院まで合わせて26の寺院が存在する。
寺院移転が始まる以前、この一帯は東京府北多摩郡千歳村大字烏山の字松葉山、大野窪、丸山と呼ばれていた。千歳村の中心部にあたる甲州街道から1キロメートル余り隔たっていたため、村はずれの一画として扱われていたという。民家はほとんどなく雑木林や畑作地、桑畑、ススキの生い茂る荒地などが広がり、現在の寺院通り沿いに建つ人家はわずかに2-3軒程度であった。この地に多くの寺院が移転してきたのは、ほとんどが関東大震災の発生を直接的な契機とする。東京市中の浅草、築地、本所、荒川などにあった寺院の移転については、震災の前から計画されていた東京市の都市基盤の整備とも密接に関わっている。
東京市が江戸城の城下町から近代都市として変容するためには、旧来の市街地の区画改正や道路や上下水道などの大規模なインフラ整備が急務であった。1888年（明治21年）、東京市区改正条例が公布され、道路を始め河川、橋梁、公園、鉄道、屠場、火葬場、墓地などのインフラ改善・新設計画が決定した。条例は当時の東京15区のうち、約7割を対象とする大規模なものであった。ただし、その大規模さが支障となって事業の進捗が遅れ、1903年（明治36年）に計画が見直され縮小することになった。その後、1909年（明治42年）までに第一次市区改正事業が終了し、続いて1918年（大正7年）に第二次速成事業も完了した。しかし、計画のうち市場と港については未着手であり、下水道も大部分が未完成であった。
1919年（大正8年）には都市計画法（翌年1月1日実施）および市街地建築物法が発布されて事業は具体化する運びとなった。この事業における都市計画区域とは、東京駅を中心とする半径約10マイル（約16.09キロメートル）の地域であり、旧東京市内と隣接する荏原郡、豊多摩郡、北豊島郡、南足立郡、南葛飾郡の5つの郡と北多摩郡から砧村と千歳村であった。都市計画区域における東部、北部、西南部の境界は、江戸川、荒川放水路、多摩川でそれぞれ区分けされていた。
都市計画法による事業が進み始めた1923年（大正12年）9月1日、関東大震災が発生して東京は壊滅的な被害を受け、計画は変更を余儀なくされた。都市計画は「復興計画」と名称を改めて続行された。「復興計画」では、東京の近代都市化をめざして土地区画整備や道路、中央卸売市場、上下水道などのインフラ整備が実施され、事業は1930年（昭和5年）3月の復興事業局廃止によって終了した。その後に都市計画課が設けられて、東京市の都市計画事業は継続されることになった。
1889年（明治22年）の市区改正計画では、寺院境内にあった墓地を郊外に移転させる方針が採られたのを始めとして、東京市内にあった墓地の郊外への移転改葬が積極的に進められた。市区改正計画の進行により、青山霊園、雑司ヶ谷霊園、染井霊園、谷中霊園、亀戸に設けられた墓地が飽和状態となったため、新たに多磨霊園を造成して1923年（大正12年）4月に供用開始となった。 
これらの計画が進んだにもかかわらず、東京市内には寺院と墓地が多く取り残されていてそれらの郊外への移転が都市計画上の課題となった。寺院と墓地が東京市内に多数残っていた理由は、当初から区画整理の対象外とされていたためだった。そのため特例が設けられて寺院と墓地は整理地区に編入できるように法が改正され、関東大震災後の1925年（大正14年）、東京市墓地改葬規則によって1934年（昭和9年）12月末日を期限として東京市内の共葬墓地は市外の墓地または納骨堂に改葬することが決まった。後には東京市内の区画整理地区内の墓地であっても、唐櫃への改葬であるならば許可を与えるという規定が追加された。これらの規定によって、東京市内に存在する寺院と墓地の郊外移転を促進し、都市計画を実現させる目的があった。
2010年（平成22年）に世田谷区立郷土資料館が発行した図録『烏山寺町』8-9頁によると、東京市内からの寺院移転はその時期によって2期に大別されるという。第1期は1888年（明治21年）の東京市区改正条例の公布に始まり、1919年（大正8年）の都市計画法の公布までの期間で、この時期には上高田（中野区）、梅里・松ノ木・高円寺南（いずれも杉並区）などの寺町が形成された。第2期は1923年（大正12年）の関東大震災発生から1929年（昭和4年）頃までの期間で、この時期に形成された寺町は東伊興（足立区）、萩中（大田区）、立石（葛飾区）、松原（世田谷区）、谷原・若葉町（いずれも調布市）、練馬（練馬区）などがある。烏山寺町は、第2期に形成されたものである。烏山に移転してきた寺院は、築地や浅草から移転してきた寺院が多かった。その他に、下谷・深川・麻布・三田・品川・白金など東京市内各所からも寺院が移転している。

### 烏山寺町の形成と発展
烏山に移転してきた寺院のうち、向旭院（現寺院名：源良院）の「移転理由書」には、次に挙げる6つの点が記述されている。
1. 区画整理の為、止むを得ないことである。
2. 寺院は、本来、思想道徳を涵養すべき超凡脱俗の浄域にあるべきである。
3. 家屋密集地を避け、火災の憂いを無くしたい。
4. 教化宣伝の便宜を図る。
5. 付近に民家が一軒もなく地広である。
6. 散在している檀徒の墓を一所に集めることができる[1]。

『烏山寺町』9-10頁では、「移転理由書」を引用した上で「これより推し量るに、烏山が移転地として選ばれた最大の理由は、広大な土地とそれを取り巻く自然の豊かさ、すなわち環境のすばらしさにあったと考えられよう」と記述している。その他に聞き取り調査で確認された話によると、「囲碁仲間であった隣の住職に誘われた」「烏山と高円寺を紹介されたが、こちらを選んだ」などの他に、「後藤新平の仲介で烏山に移転した」というものもあったという。
後藤新平は1920年（大正9年）から1923年（大正12年）4月まで東京市の市長を務め、1919年（大正8年）の都市計画法と市街地建築物法の公布によって東京の都市計画を推進した人物であった。1923年（大正12年）、関東大震災発生の翌日に成立した山本権兵衛内閣で内務大臣に就任し、帝都復興院の総裁を兼務して震災復興再開発事業を推し進めた。
後藤の計画には、罹災した兵営・学校・寺院墓地などを東京市内から郊外へ移転させる方針が含まれていた。都市計画家でもあった後藤は、調査熱心なことでも知られていた。後藤と烏山のかかわりについて『烏山寺町』10頁では、「代替地となる市外地の隅々までを熟知していたに違いなく、烏山のすばらしい環境が寺院建立に適していることにいち早く目をつけていたとしても、何ら不思議なことではない」と結論付けている。
烏山への寺院移転と同時期に、成城学園の郊外移転があった。東京市内の牛込区原町（現在の新宿区原町）にあった成城学園は、総合学園の建設を目的として学校の拡張を計画していた。関東大震災の発生によって、新しい学校用地を東京市外に移すことが決まった。移転に際しては1927年（昭和2年）4月1日の小田急小田原線開通に先立って駅を開設し、その駅名には学校名を付すことなどが決められた。成城学園の移転候補地について、当時の関係者が「今の成城に来るまでには、国立、小金井、荻窪、高円寺、杉並、烏山…とズイブン、探しました」と証言している。
寺町が形成され始めた頃、千歳村大字烏山の字松葉山付近は人家が少なかった上に地味があまり良くない畑地などが広がっていたが、土地買い上げの値段が通常より2-3倍になったという。寺院と成城学園では、寺院の方が土地を高く買ってくれたため、寺院に売却する地主が続出したとも伝わっている。なお、地主たちは付近の道幅が9尺（約2.73メートル）程度でトラックなども通行できないため、道路拡幅用地を2間（約3.64メートル）分ずつ寄付するので甲州街道に至る道を拡げることと、下水道を整備することの2つの条件を出して交渉をまとめたといわれる。 
烏山には1924年（大正13年）から1949年（昭和24年）にかけて、以下のとおり寺院が移転してきた。
- 1924年（大正13年） - 浄因寺、源正寺[注釈 5]、乗満寺、常栄寺
- 1925年（大正14年） - 源良院[注釈 3]
- 1926年（大正15年） - 善行寺、永願寺
- 1927年（昭和2年） - 妙寿寺、専光寺、妙高寺、幸龍寺
- 1928年（昭和3年） - 永隆寺、玄照寺、存明寺、称往院、妙善寺、萬福寺、入楽寺、常福寺、妙揚寺、順正寺
- 1929年（昭和4年） - 宗福寺
- 1937年（昭和12年） - 妙祐寺
- 1939年（昭和14年） - 西蓮寺、高源院
- 1949年（昭和24年） - 多聞院[注釈 6][14][15]

移転してきた当初、各寺院はバラック建ての仮のものであった。寺町形成の途上では、各寺院の若年の住職たちが率先して街づくりに尽力し、檀家や徒弟、寺院出入りの人々などの協力を得て道普請や樹木の植栽など周辺の整備にあたったという。土地を提供した地主や地元農家の人々も、その動きを支援した。千歳村のはずれにできた寺町は、歳月を過ぎて寺院の建築と緑豊かな環境が調和した風致地区となった。烏山寺町の一帯は「世田谷の小京都」などと呼ばれ、1984年（昭和59年）には「烏山寺町」と「烏山の鴨池」（北烏山四丁目、高源院境内）が「せたがや百景」に選定された。
1927年（昭和2年）、烏山寺町の9寺院が参加して「寺院懇話会」が発足し、翌年には「寺院連合会」と改称した。後に「烏山仏教会」となって、2010年（平成22年）の時点では25寺院が参加している。この会は寺町への電灯引込線の設置管理や後から移転してきた寺院への設置割り当て金徴収のために作られた組織であったが、後に親睦会的な性格を強く帯びるようになったため会の意味がないとして脱退した寺院もあったという。ただし、この会の力は宗派を超えて開催される「花まつり」実施のときに発揮される。これは、たとえ宗派が違っても釈迦の教えは1つであるという仏教の思想によって人々を教え導くために始められたものである。
寺町形成が一段落しつつあった1928年（昭和3年）、甲州街道沿いにあった和田住宅を会場として第1回目となる「花まつり」が開催された。釈迦の誕生を祝う烏山寺町の花まつりは4月初旬の恒例行事となり、2014年（平成26年）には84回を迎えている。

### 環境保護への取り組み

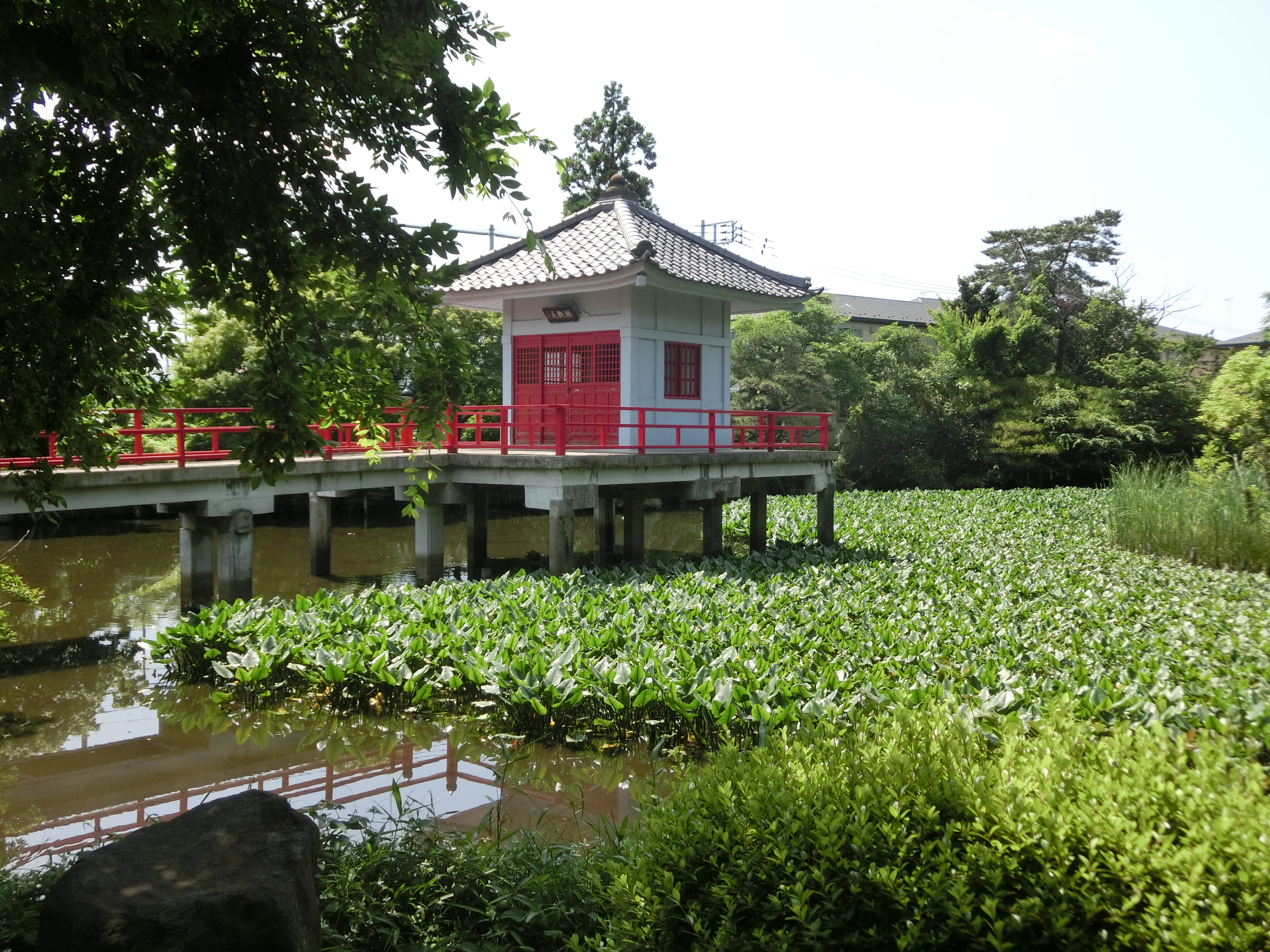
高源院にある「烏山の鴨池」

東京農工大学の本谷勲研究室による植生・野鳥調査によると、烏山寺町一帯にはカシ・ケヤキ・サクラ・マツ・イチョウなどの高木やカエデ・ウメ・ツツジ・ツゲなどの低木も含めて150種類以上の植物が見られ、寺院それぞれに50から60種類以上が植栽されている。これらの樹木を生活の場とするコジュケイ・ヒヨドリ・オナガ・モズなど、15種類以上の野鳥が生息し、高源院の鴨池には、毎年秋にシベリアから多くのカモが飛来して一冬を過ごす。
この地は水利に恵まれ地下水に富み、地元の人の話では井戸水を柄杓で汲めるほどであったという。烏山の地は海抜約45メートルの台地で、北から東南部にかけては烏山川（高源院の鴨池を水源とする）と烏山用水（玉川上水の分流）が流れ、西北部から南東には戸越用水（品川用水）が流れていた。西には水無川という川もあり、これらの川付近の低地は水田となっていた。高源院の鴨池はもともと「亀の子出井」（かめのこでい）と呼ばれていた湧水で年中水が涸れず、水位は井の頭池と同じであるといわれる。
世田谷区内には、国分寺崖線沿いを中心に約100カ所の湧水が存在する。世田谷区内の湧水で特徴的とされるものに、「宙水」がある。烏山寺町の北側はかつて「烏山七沢」といわれる水源地であり、7カ所の湧水が存在していて地面を12尺（約3.64メートル）から16尺（約4.85メートル）も掘れば必ず水が湧くといわれるほどであった。これは、付近の地中の関東ローム層中に宙水を含む地層が地下1.5メートルから2メートルのところに分布しているためである。かつては武蔵野台地上に宙水を蓄えた場所が多く存在していたが、いずれも水源が浅かったために涸渇し、現存するところは少ない。世田谷区内の宙水は、北烏山・南烏山付近を起点に八幡山、経堂、桜、弦巻、上馬から野沢を含む範囲に分布する可能性が高い。
長い年月をかけて形成された緑豊かな烏山寺町の環境も、1970年代になると都市開発の影響で危機に立たされることになった。建物が老朽化したということで建て替えを計画した寺院があったが、その計画段階では「鉄筋3階建、地下室あり、面積3,000平方メートル」という大規模なものであった。この建物が烏山寺町の中心部に完成してしまうと、景観の面で異質なだけではなく日照面でも問題が出てくることが予想されたため、単純に反対するだけではなく「環境にとってなにが一番大事か」という方向に話が向かっていった。
烏山寺町の豊かな自然環境は、宙水などの豊富な地下水に支えられている。しかし、地下室を造る場合は大規模に基礎工事を行って地下水を大量に汲み上げる必要があり、しかもその工期が1年以上かかることが予定されていた。このような工事を行ってしまうと、地下の浅い部分にある宙水が涸渇することが予想された。宙水の涸渇は井戸の水涸れだけではなく樹木の衰弱など自然環境のバランスを大きく崩し、しかも一度破壊された宙水は回復できないということがわかってきた。そこで話し合いを重ねた結果、地下室は掘らず、建物の高さにも配慮した建築物にするということに決まった。
寺院建て替え問題については解決したものの、同様の問題が今後烏山寺町のあちこちで発生することが予想された。そこで地域住民と寺院が協力して環境を守ってゆくことを目的として、1975年（昭和50年）11月1日に「烏山寺町の環境を守る会」が結成され、「烏山寺町環境協定」が締結された。なお、「烏山寺町環境協定」は次の5つの条で構成されている。
第1条 地域環境の維持向上 第2条 地下水の保護 第3条 自然環境の整備保全 第4条 町なみの維持整備 第5条 烏山寺町の環境を守る会
烏山寺町の環境を守る会は、環境保全のために次のような活動を行った。
- 1976年（昭和51年） - 東京電力の地下高圧送電線埋設工事に対する申し入れ
- 1977年（昭和52年） - 朝日生命久我山グラウンド体育館施工に対する要請
- 1979年（昭和54年） - 東京都水道局および東京ガスに対する工事による汲み上げ地下水還元の要請
- 1979年（昭和54年） - 東京都下水道局に対する下水道本管埋設工事に対する地下水系保護の要望[6]

1977年（昭和52年）、烏山寺町の207,000平方メートルにわたる地域は世田谷区との協定によって「みどりのモデル地区」に指定された（「自然環境の保護及び回復に関する条例（昭和52年4月東京都世田谷区条例第11号）」の規定による）。なお、高源院境内の鴨池（弁天池）は1985年（昭和60年）3月1日に「烏山弁天池特別保護区」（2,322平方メートル）に指定された。

## 寺院一覧
妙高寺（みょうこうじ・北緯35度40分32.9秒 東経139度35分53.8秒）日蓮宗に属し、本山は身延山久遠寺、山号を「玄立山」という。創建は1625年（寛永2年）、旧地は江戸浅草である。老中水野忠邦やその嫡子水野忠精など、水野家代々の帰依と保護を受け、江戸での祈願所の役割を担っていた。水野家代々の墓の他に、江戸時代中期の尊王論者、藤井右門、日本画家の速水御舟などの墓がある。関東大震災後の1927年（昭和2年）に烏山に移転してきた。所在地は北烏山6-23-1。
多聞院（たもんいん・北緯35度40分38.5秒 東経139度35分52.3秒）真言宗豊山派に属し、本山は長谷寺。寺号は「金剛山悲願寺多聞院」という。創建は1615年（元和元年）、旧地は甲州街道沿いの角筈（現在は新宿区西新宿一丁目）、江戸時代は護国寺の末寺であった。1945年（昭和20年）5月の大空襲で全ての堂宇を焼失し、第二次世界大戦終戦後に区画整理事業の対象となって烏山に移転してきた。所在地は北烏山4-12-1。
乗満寺（じょうまんじ・北緯35度40分38.2秒 東経139度35分48.3秒）真宗大谷派に属し、本山は東本願寺、山号を「野條山」という。創建は古く、蓮如の北国巡化に際して加賀国の真言宗寺院・林松寺住職道祐和尚が帰依したのが始まりである。その後大坂、伏見、駿河、江戸車坂と移転を重ね、中興4世受学和尚の代に「乗満寺」と改名したと伝わる。後に浅草松葉町に移転し、関東大震災後の大正13年（1924年）に烏山に再移転した。所在地は北烏山5-7-1。
入楽寺（にゅうらくじ・北緯35度40分39.3秒 東経139度35分47.7秒）真宗大谷派に属し、本山は東本願寺、山号を「平松山」という。順誓を開基として1648年（正保5年）、江戸日本橋平松町に建立された。浅草元三十三間堂前を経て1778年（安永7年）正月に浅草松山町に移転した。関東大震災によって堂宇などをことごとく焼失し、1927年（昭和2年）に墓地を移転したのに続いて1928年（昭和3年）に烏山の現在地に移転した。所在地は北烏山5-7-1。
常栄寺（じょうえいじ・北緯35度40分40.7秒 東経139度35分48.5秒）浄土真宗本願寺派に属し、本山は西本願寺、山号を「鳥越山」という。寺伝によれば、1世は1639年（寛永16年）寂の正教という僧である。創建当時は浅草鳥越に位置し、1617年（元和3年）に本願寺築地別院の前身浅草御堂が浅草横山町に創建した際、一緒に移転したと伝わる。1657年（明暦3年）に発生した明暦の大火によって別院ととも全焼し、築地に移転した。築地移転後も度々火災に遭い、関東大震災罹災後の1924年（大正13年）に烏山に移転した。所在地は北烏山4-13-1。
源正寺（げんしょうじ・北緯35度40分41.7秒 東経139度35分47.7秒）浄土真宗本願寺派に属し、本山は西本願寺、山号を「弥勒山」という。創建は1277年（建治3年）というが当時の所在地は不明とされる。1662年（寛文2年）、江戸築地に移転した。関東大震災罹災後に築地の旧地に仮堂を建立したが、区画整理の対象となったために1932年（昭和7年）に烏山に移転した。所在地は北烏山4-14-1。
幸龍寺（こうりゅうじ・北緯35度40分40.9秒 東経139度35分44.2秒）日蓮宗に属し、旧本山は本圀寺、山号を「妙祐山」という。創建は天正年間（1573年 - 1593年）、当初は浜松、後に駿府に移り、1591年（天正19年）に江戸湯島に移築されて徳川将軍家の信仰が厚かったと伝わる。江戸の度重なる大火や関東大震災の被害によって、徳川家から寄進された寺宝のほとんどが失われた。関東大震災罹災後の1927年（昭和2年）に烏山への移転を開始し、1940年（昭和15年）に移転を終えた。所在地は北烏山5-8-1
存明寺（ぞんみょうじ・北緯35度40分42.9秒 東経139度35分46.3秒）真宗大谷派に属し、本山は東本願寺、山号を「桜田山」という。1647年（正保4年）に武蔵国豊島郡桜田（現在の警視庁付近）に創建され、後に芝金杉を経て1898年（明治31年）に麻布区麻布富士見町（現在の天現寺橋付近）に移転した。関東大震災罹災後に境内地のほとんどが道路に接収されたため、残された土地に存明寺麻布説教所を設けた。なお、この説教所は佑浩寺（港区南麻布4-2-38）という寺院となって現存する。1927年（昭和2年）に烏山の現在地に移転した。所在地は北烏山4-15-1。
称往院（しょうおういん・北緯35度40分43秒 東経139度35分42.7秒）浄土宗に属し、本山は知恩院、山号を「一心山」、寺名を「極楽寺」という。1596年（慶長元年）、江戸湯島に創建された。1657年（明暦3年）の明暦の大火で堂宇を焼失し、浅草柴崎村へと移る。称往院の旧末寺には良狭庵・道光庵の2寺院があったが、道光庵は1873年（明治6年）に称往院と合併した。良狭庵（良狭院）は台東区西浅草3-5-5に現存する。称往院は関東大震災罹災後の1927年（昭和2年）に烏山の現在地に移転した。かつて「そば切り寺」の異名があり、門前に由来の石碑が立っている。所在地は北烏山5-9-1。
妙祐寺（みょうゆうじ・北緯35度40分44.1秒 東経139度35分44.4秒）浄土真宗本願寺派に属し、本山は西本願寺、山号を「天護山」という。1286年（弘安9年）創建時は一遍建立による時宗の寺院で、天護山円証寺と称した。大永年間（1521年 - 1527年）兵火により廃絶したが、1625年（寛永2年）に浄土真宗の僧了頓が渋谷の地で阿弥陀仏像を発見し、これを本尊として満歳山学恩寺として再興した。1677年（延宝5年）、幕府への願いにより寺号を妙祐寺と改め、同時期に山号も天護山に復した。1937年（昭和12年）に地下鉄銀座線の工事により墓地の一部を烏山に移転し、1945年（昭和20年）5月25日に空襲の被害を受けて堂宇を焼失し、1948年（昭和23年）とその翌年にかけて現在地に移転した。所在地は北烏山4-16-1。
宗福寺（そうふくじ・北緯35度40分43.9秒 東経139度35分42.1秒）浄土宗の単立寺院で、山号を「来迎山」という。開山は浄誉という僧で、清蓮社浄誉公秀上人と呼ばれた。浄誉の没年は1601年（慶長6年）とされる。道灌山下新堀村（現在の荒川区西日暮里四丁目付近）の中央が旧地であったが、1856年（安政3年）の火災によって寺の古記録を失ったため、創建年などの詳細は不明である。関東大震災後の都市計画に基づく道路拡張により、境内地や全建造物が接収されたため1928年（昭和3年）から翌年にかけて烏山の現在地に移転した。所在地は北烏山5-10-1。
永隆寺（えいりゅうじ・北緯35度40分45秒 東経139度35分44.5秒）法華宗本門流に属し、本山は本能寺、山号を「春陽山」という。開基の日義は徳川家康の囲碁の師匠だったといい、家康から神田鍛冶橋に土地を拝領してこの寺院を創立した。その後谷中清水町、本所出村と移転を重ね、関東大震災後の1928年（昭和3年）に烏山の現在地に移転するまでの237年間、本所太平町にあった。本所太平町の旧地は地盤が低くてしばしば水害に遭い、古記録などを失ったという。所在地は北烏山4-17-1。
浄因寺（じょういんじ・北緯35度40分42秒 東経139度35分40.1秒）浄土真宗本願寺派に属し、本山は西本願寺、山号を「壽光山」という。旧地は麻布三河台（現在は港区六本木三丁目 - 四丁目の一部）で、開基は1646年（正保3年）没の祐念と伝わる。ただし、1695年（元禄8年）の火災で古記録を焼失したため詳細は不明である。第6世住職勝応が1781年（天明元年）に本堂を再建した。関東大震災後の1924年（大正13年）に築地にあった円光寺とともに烏山の現在地に移転した。後に円光寺は熊谷に再移転した。浄因寺の墓地には歌人内藤鋠策、華道家の安達潮花・安達曈子親子などの墓がある。所在地は北烏山5-11-1。
善行寺（ぜんぎょうじ・北緯35度40分42.3秒 東経139度35分38秒）浄土真宗本願寺派に属し、本山は西本願寺、山号を「定聚山」という。創建当時は浅草横山町にあり、開基清傳は1640年（寛永17年）に没したという。1657年（明暦3年）に発生した明暦の大火によって本願寺別院浅草御堂ととも全焼し、後に別院に従って築地に移転した。1864年（元治元年）の火災で過去帳を焼失し、関東大震災によって堂宇などもことごとく焼失した。1926年（昭和元年）に烏山の現在地に移転した。所在地は北烏山5-14-1。
萬福寺（まんぷくじ・北緯35度40分41秒 東経139度35分38秒）浄土真宗本願寺派に属し、本山は西本願寺である。創建当時は江戸浜町にあり、1626年（寛永3年）に了信という僧侶が開基となったと伝わる。1657年（明暦3年）に発生した明暦の大火によって全焼した別院浅草御堂に従って、築地に移転した。関東大震災によって堂宇や庫裏などをことごとく焼失した。1928年（昭和3年）に烏山の現在地に移転した。所在地は北烏山5-13-1。
妙善寺（みょうぜんじ・北緯35度40分39.7秒 東経139度35分39.3秒）浄土真宗本願寺派に属し、本山は西本願寺、山号を「八丁山」という。親鸞の弟子菅原正円が伊勢国安濃郡大別保村に建てた草庵が始まりと伝わる。その後伊勢国桑名郡蒔田村を経て、1600年（慶長5年）には武蔵国豊島郡八丁堀に移転した。1657年（明暦3年）に発生した明暦の大火により本願寺別院浅草御堂ととも全焼し、後に別院に従って築地に移転した。1927年（昭和2年）に烏山の現在地に移転した。江戸時代末期の読本作家として知られる為永春水の墓がある。所在地は北烏山5-12-1。
妙寿寺（みょうじゅじ・北緯35度40分45.3秒 東経139度35分38.9秒）法華宗本門流に属し、山号を「本覚山」という。寛永8年（1631年）に創建した当初は「妙感寺」と号した。当初は江戸谷中清水町（現在の台東区池之端）にあったが後に猿江村（現在の江東区猿江）に寺を移転した。そのときに一度寺号を「妙情寺」と改めたが、さらに「妙寿寺」と改めている。関東大震災によって堂宇や寺宝などをことごとく焼失した。1927年（昭和2年）に烏山の現在地に移転した。客殿は旧蓮池藩鍋島家住宅で、世田谷区指定有形文化財である。所在地は北烏山5-15-1。
専光寺（せんこうじ・北緯35度40分47.09秒 東経139度35分40.71秒）浄土宗の単立寺院で、山号を「霊照山」という。1604年（慶長9年）の創建時は品川、後に馬喰町、浅草新寺町と移転した。関東大震災によって堂宇や庫裏などをことごとく焼失した。1927年（昭和3年）に烏山の現在地に移転した。1945年（昭和20年）の空襲で本堂と庫裏を全焼した。1958年（昭和33年）本堂を再建した。境内墓地には浮世絵師として知られる喜多川歌麿の墓があり、「歌麿寺」の通称で知られる。所在地は北烏山4-28-1。
永願寺（えいがんじ・北緯35度40分47.9秒 東経139度35分40.1秒）真宗大谷派に属し、本山は東本願寺、山号を「横河山」という。開基である浄順は越後高田の武家の出であったが、出家して1617年（元和3年）神田にこの寺を建立した。代々の住職は「横河」姓を名乗り、山号も横河山としていたが、12世住職昇寂は現在の「司馬」姓に改め、以後の住職もそれに倣った。14世住職専照のとき、関東大震災によって大きな被害を受けたが、本尊（阿弥陀如来立像）や過去帳などは難を逃れた。1936年（昭和11年）に烏山へ移転した。所在地は北烏山4-29-1。
高源院（こうげんいん・北緯35度40分49.4秒 東経139度35分40.5秒）臨済宗大徳寺派に属し、本山は大徳寺、山号を「瑞泉山」という。開基は筑後久留米藩の第4代藩主有馬頼元で、開山として大徳寺の怡渓宗悦を迎えた。1703年（元禄16年）の創建で、旧地は品川であった。1893年（明治26年）に無住となり、本寺であった祥雲寺の住職が兼務することとなった。1936年（昭和11年）、復興のために現在地に2000坪の土地を購入した。その際寺院の敷地内に泉水を掘り、中央に弁天堂を建立した。この泉水は1984年（昭和59年）に「烏山の鴨池」として、「せたがや百景」に選定された。所在地は北烏山4-30-1。
源良院（げんりょういん・北緯35度40分43.7秒 東経139度35分52.4秒）浄土宗の単立寺院で、山号は「向旭山」という。かつては神田の西福寺の塔頭であり、1659年（万治2年）に神田山幡随院新知恩寺内に移転したが、度重なる火災によって古記録を焼失した。関東大震災の前は浅草神吉町（現在の台東区東上野）にあったが、震災後の区画整理によって1925年（大正14年）7月5日と1926年（大正15年）6月15日に烏山の現在地を購入し、1932年（昭和7年）に移転を完了した。移転当時の寺号は「神田山向旭院」といった。向旭院は烏山への移転に際して、源良院を合併した。1975年（昭和50年）の本堂落成を機に「向旭山源良院」と寺号を改めている。所在地は北烏山4-10-1。
妙揚寺（みょうようじ・北緯35度40分43.6秒 東経139度35分54.1秒）日蓮宗に属し、本山は身延山久遠寺、山号を「自然山」という。創建は1612年（慶長17年）7月といい、開山は自然院妙揚法尼という尼僧である。妙揚法尼は夫の死後出家して、谷中の感応寺の庵に住んだ。感応寺は1698年（元禄11年）11月の不受不施派禁圧の影響で天台宗に改宗となり、翌年3月に妙揚寺は感応寺の門末から身延山久遠寺の末寺となった。一時期衰微したものの、江戸時代の末に復興を見た。旧地は谷中芋坂（現在の鶯谷駅付近）だったが、明治時代末期に鉄道敷設のため境内地の一部を国に譲渡し、さらに大正時代の末に現在地に移転することとなって1928年（昭和3年）1月に完了した。所在地は北烏山4-9-1。
玄照寺（げんしょうじ・北緯35度40分46秒 東経139度35分53.4秒）日蓮宗に属し、本山は身延山久遠寺、山号を「常徳山」という。創建は1614年（慶長19年）で当時は芝白金にあった。開山の日延は李氏朝鮮国王子臨海君の子である。1592年（文禄元年）、文禄の役で臨海君と順和君は加藤清正に引き渡されて捕虜となった。後に講和の条件として釈放され、臨海君の2子（姉弟）が日本に迎えられた。清正は2子を愛育し、弟は長じて僧籍に入り玄照寺の開山となった。姉は備中庭瀬藩主戸川達安の側室として迎えられ、以後戸川家は玄照寺の有力な檀越となったと伝わる。1689年（元禄2年）に不受不施派禁圧により、碑文谷法華寺の末寺から身延山久遠寺の直末となった。1927年（昭和2年）、烏山の現在地に移転した。所在地は北烏山4-21-1。
常福寺（じょうふくじ・北緯35度40分44.1秒 東経139度35分57秒）顕本法華宗に属し、本山は妙満寺、山号を「法立山」という。創建は1511年（永正8年）8月で、当時は浅草新鳥越町にあった。後に浅草吉野町（現在の台東区今戸二丁目）に移転したが、関東大震災によって堂宇や寺宝などをことごとく焼失した。1928年（昭和3年）3月に都市復興計画によって烏山の現在地に移転した。墓地には江戸時代の狂歌作者として知られた扇屋墨河（別名：棟上高見）とその妻でやはり狂歌作者であった扇屋稲木（別名：垢染衣紋）の墓（鈴木家累代の墓）がある。所在地は北烏山2-8-1。
順正寺（じゅんしょうじ・北緯35度40分41秒 東経139度35分56.5秒）浄土真宗本願寺派に属し、本山は築地本願寺、山号を「高柳山」という。本尊は恵心僧都作とされる阿弥陀如来立像。創建は室町時代中期に遡り、当時は赤坂一ツ木にあった。1618年（元和4年）に焼失し、1624年（寛永元年）に再建された。そのため、当時の住職了円を中興開基とする。1655年（明暦元年）に鮫河橋（現在の新宿区若葉二丁目・三丁目、南元町一帯）に移転し、1721年（享保6年）に千駄ヶ谷に再移転した。1928年（昭和3年）千駄ヶ谷から烏山の現在地に移転した。所在地は北烏山4-5-1。
西蓮寺（さいれんじ・北緯35度40分42.7秒 東経139度35分58秒）真宗大谷派に属し、本山は東本願寺、山号を「白鳥山」という。1597年（慶長2年）に武蔵国豊島郡桜田（現在の警視庁付近）に創建され、60年余りその地にあった。大名屋敷造営のために西久保天徳寺門前（現在の港区虎ノ門三丁目）に代替地を与えられた。1655年（明暦元年）に麻布三田村（現在の慶應義塾大学三田校舎の前）に移転した。1935年（昭和10年）、内務省の都市計画事業によって寺域の大半が道路敷地として収用されることになったため、1938年（昭和13年）に現在地への移転を決め、1939年6月4日に遷仏徒座の式を執り行った。所在地は北烏山2-7-1。